# Венте, Лен
Ле́ндерт «Лен» Ру́лоф Йохан Ве́нте (нидерл. Leendert "Leen" Roelof Johan Vente; 14 мая 1911, Роттердам, Южная Голландия — 9 ноября 1989, Роттердам, Южная Голландия) — нидерландский футболист, игравший на позиции нападающего, в частности, за клуб «Фейеноорд», а также национальную сборную Нидерландов. Участник чемпионатов мира 1934 и 1938 годов.

## Биография
Родился в мае 1911 года в Роттердаме. Отец — Лендерт Венте, был родом из Роттердама, мать — Рулофке ван Дин, родилась в Бюрмалсене. Родители поженились в августе 1904 года — на момент женитьбы отец был поклейщиком обоев. В семье было ещё трое детей: сыновья Ян и Николас, дочь Магдалена Класина Якоба.
Женился в возрасте двадцати пяти лет — его супругой стала 24-летняя Петронелла Анна Гертрёйда Кломп, уроженка Роттердама. Их брак был зарегистрирован 26 августа 1936 года в Роттердаме.

### Клубная карьера
Венте начинал в Футбольной ассоциации Роттердама с клубом «Семпер Мелиор», а затем играл за «Про Патрию». После этого присоединился к клубу «Нептунус», где первоначально также занимался лёгкой атлетикой. В составе клуба выступал во Втором дивизионе Нидерландов и так и не сумел выйти в высший дивизион.
В 1936 году присоединился к «Фейеноорду». 27 марта 1937 года забил первый гол на новом стадионе «Фейеноорда» «Де Кёйп» в товарищеском матче против бельгийского «Беерсхота». Большую часть времени, проведённого в составе «Фейеноорда», был основным игроком атакующего звена команды. Венте был одним из главных бомбардиров команды, проведя 82 матча в чемпионате и забив 65 голов. В составе клуба дважды становился чемпионом Нидерландов в сезонах 1937/1938 и 1939/1940.
В начале 1941 года вернулся в «Нептунус», в составе которого на этот раз в 1944 году сумел выйти в высший дивизион. В 1948 году завершил игровую карьеру.

### Карьера в сборной
10 декабря 1933 года дебютировал в официальных матчах в составе национальной сборной Нидерландов в товарищеском матче против Австрии (0:1). В течение карьеры в национальной команде, которая длилась 8 лет, провёл в её форме 21 матч, забив 19 голов.
В составе сборной был участником двух чемпионатов мира. В 1934 году в Италии Нидерланды проиграли в стартовом матче швейцарцам (2:3), а сам Лен отметился в этом матче забитым мячом. В 1938 году в Франции Венте вышел в стартовом составе на матч 1/8 финала Чехословакии, однако его сборная проиграла со счётом 0:3.

### Тренерская карьера
Венте начал свою тренерскую карьеру в 1950 году в НОАД. Затем он работал тренером в клубах ЭБОХ и ВОК. В 1957 году стал тренером клуба «Ксерксес», который покинул в том же году. После этого тренировал клубы «Нептунус», «Сликкервер» и «Флакки».

### Вне футбола
Венте трижды был владельцем кафе «Leen Vente». Второе из них было уничтожено во время бомбардировки Роттердама. После Второй мировой войны был задержан Службой политических расследований по обвинению в вербовке из своего кафе, но вскоре был реабилитирован. Оказалось, что Венте предоставлял убежища и помог евреям бежать во Францию.
Венте — отчим писателя Роба Венте (1939—2020) и двоюродный дедушка футболиста Дилана Венте.

## Статистика

### Матчи Венте за сборную Нидерландов
| Матчи Венте за сборную Нидерландов | Матчи Венте за сборную Нидерландов | Матчи Венте за сборную Нидерландов | Матчи Венте за сборную Нидерландов | Матчи Венте за сборную Нидерландов | Матчи Венте за сборную Нидерландов |
| ---------------------------------- | ---------------------------------- | ---------------------------------- | ---------------------------------- | ---------------------------------- | ---------------------------------- |
| №                                  | Дата                               | Соперник                           | Счёт                               | Голы Венте                         | Соревнование                       |
| 1                                  | 10 декабря 1933                    | Австрия                            | 0:1                                | —                                  | Товарищеский матч                  |
| 2                                  | 11 марта 1934                      | Бельгия                            | 9:3                                | 5                                  | Товарищеский матч                  |
| 3                                  | 8 апреля 1934                      | Ирландия                           | 5:2                                | 1                                  | Чемпионат мира 1934 (отбор)        |
| 4                                  | 29 апреля 1934                     | Бельгия                            | 4:2                                | 1                                  | Чемпионат мира 1934 (отбор)        |
| 5                                  | 10 мая 1934                        | Франция                            | 4:5                                | 1                                  | Товарищеский матч                  |
| 6                                  | 27 мая 1934                        | Швейцария                          | 2:3                                | 1                                  | Чемпионат мира 1934                |
| 7                                  | 4 ноября 1934                      | Швейцария                          | 4:2                                | —                                  | Товарищеский матч                  |
| 8                                  | 17 февраля 1935                    | Германия                           | 2:3                                | —                                  | Товарищеский матч                  |
| 9                                  | 3 ноября 1935                      | Дания                              | 3:0                                | —                                  | Товарищеский матч                  |
| 10                                 | 2 мая 1937                         | Бельгия                            | 1:0                                | 1                                  | Товарищеский матч                  |
| 11                                 | 31 октября 1937                    | Франция                            | 2:3                                | —                                  | Товарищеский матч                  |
| 12                                 | 27 февраля 1938                    | Бельгия                            | 7:2                                | 1                                  | Товарищеский матч                  |
| 13                                 | 3 апреля 1938                      | Бельгия                            | 1:1                                | —                                  | Чемпионат мира 1938 (отбор)        |
| 14                                 | 21 мая 1938                        | Шотландия                          | 1:3                                | 1                                  | Товарищеский матч                  |
| 15                                 | 5 июня 1938                        | Чехословакия                       | 0:3                                | —                                  | Чемпионат мира 1938                |
| 16                                 | 26 февраля 1939                    | Венгрия                            | 3:2                                | 2                                  | Товарищеский матч                  |
| 17                                 | 19 марта 1939                      | Бельгия                            | 4:5                                | 2                                  | Товарищеский матч                  |
| 18                                 | 23 апреля 1939                     | Бельгия                            | 3:2                                | 2                                  | Товарищеский матч                  |
| 19                                 | 7 мая 1939                         | Швейцария                          | 1:2                                | —                                  | Товарищеский матч                  |
| 20                                 | 17 марта 1940                      | Бельгия                            | 1:7                                | —                                  | Товарищеский матч                  |
| 21                                 | 21 апреля 1940                     | Бельгия                            | 4:2                                | 1                                  | Товарищеский матч                  |

Итого: 21 матч / 19 голов; 10 побед, 1 ничья, 10 поражений.

## Достижения
«Фейеноорд»
- Чемпион Нидерландов: 1937/38, 1939/40